# Trauma (medicina)
Un trauma (dal greco antico: τραῦμα?, "ferita") è una lesione dell'organismo causata dall'azione, dannosa e improvvisa, di agenti esterni tramite l'applicazione di energia alla vittima; come esempi di trauma si possono elencare le fratture, il trauma cranico, l'ustione, la causticazione o la contusione.
I traumi possono portare a gravi complicanze secondarie, come lo shock cardio-circolatorio o l'insufficienza respiratoria e, nei casi peggiori, possono avere un esito fatale.
Si stima che i traumi siano la sesta causa di morte nel mondo: sono un grave problema di salute pubblica e hanno notevoli costi sociali ed economici.
Fondamentale è la loro prevenzione, che va dal semplice rispetto delle regole (mettere la cintura quando si guida, indossare il casco in moto o motorino, ecc.) fino all'adozione di misure di sicurezza supplementari (ad esempio portare gli occhiali di protezione durante lo sport o il bricolage consente di prevenire i traumi oculari), passando per un comportamento atto a una maggiore cautela in situazioni di rischio (moderare la velocità quando si scia, andare piano quando si va in bicicletta in città, ecc.).

## Classificazione clinica
La valutazione della gravità dei pazienti traumatizzati è un elemento fondamentale per la loro assistenza iniziale, poiché determina quali risorse preospedaliere ed ospedaliere implementare.
Tuttavia, essa non è semplice a causa della grande variabilità delle lesioni, sia in termini di gravità che di localizzazione anatomica, e richiede strumenti di valutazione adatti; a questo scopo che sono stati sviluppati numerosi punteggi e indici prognostici, principalmente di origine americana.

### Scale fisiologiche
Questi punteggi si basano sull'osservazione di diversi parametri clinici che possono essere facilmente raccolti sul campo o in ospedale da medici, infermieri o assistenti sanitari. La raccolta di questi parametri deve essere affidabile, cioè riproducibile indipendentemente dall'osservatore, e avere una relazione diretta con la prognosi della vittima.
- Glasgow Coma Scale (GCS)
- Revised Trauma Score (RTS)
- Scala CRAMS

### Scale anatomiche
Valutano la gravità del trauma in base alle lesioni anatomiche osservate e permettono l'analisi statistica e il confronto della sopravvivenza di diversi pazienti, ma vengono sempre calcolate a posteriori: infatti, per essere affidabili, devono essere determinate a partire da diagnosi certe. Ciò significa che il punteggio viene calcolato non solo in base ai risultati dell'esame obiettivo, delle radiografie e delle TAC, ma anche dei referti chirurgici e delle autopsie dei pazienti deceduti, che possono rivelare gravi lesioni passate inosservate.
Questi punteggi non vengono quindi utilizzati come strumenti di triage o per valutare l'effetto delle terapie, ma sono molto utili per costituire gruppi di pazienti di gravità omogenea e per quantificare la gravità delle loro lesioni.
- Abbreviated Injury Scale (AIS)
- Injury Severity Score (ISS)
- Anatomic Profile (AP)
- Injury Impairment Scale (IIS)

### Scale miste
- Trauma and Injury Severity Score (TRISS)
- A Severity Characterization of Trauma (ASCOT)

### Triage preospedaliero
Nonostante la loro apparente efficacia, i punteggi di triage (che consentono di decidere sul campo se il paziente traumatizzato debba essere indirizzato a un centro traumatologico come trattamento di prima linea) non sono esenti da difetti: il meccanismo di lesione non viene generalmente preso in considerazione, nonostante influenzi significativamente la prognosi. L'RTS è il metodo il più studiato, ma molti punteggi fisiologici come il CRAMS sono stati validati.
Un punteggio come il Prehospital Index (PHI) diventa uno strumento di triage più efficace quando è associato a una valutazione del meccanismo della lesione (sensibilità del 78%).
Anche lo stato fisiologico del paziente prima dell'incidente influenza direttamente la prognosi; ciò spiega in parte perché l'ordinamento dei punteggi può essere errato. La sensibilità e la specificità di questi punteggi raramente superano il 70% nel predire la sopravvivenza nei pazienti gravemente feriti; inoltre il giudizio clinico dei soccorritori è almeno altrettanto valido quanto qualsiasi punteggio nel predire la mortalità o la necessità di un intervento chirurgico d'urgenza. Ciò ha portato recentemente a un cambiamento nella strategia di triage preospedaliero e alla sostituzione dei punteggi con una regola molto semplice, come la Trauma Triage Rule: secondo questa regola (una specificità e una sensibilità del 92%), un trauma grave è definito dall'osservazione di almeno uno dei seguenti criteri:
- pressione arteriosa sistolica inferiore a 85 mmHg
- componente motoria del punteggio di Glasgow inferiore a 5
- trauma penetrante della testa, del collo o del tronco

Un'altra possibilità è quella di utilizzare non un punteggio ma un algoritmo di analisi che procede per fasi consecutive; il più sofisticato degli algoritmi anglosassoni è quello raccomandato dall'American College of Surgeons. A partire da esso, durante un congresso del SAMU de France a Vittel nel 2002, fu sviluppato un algoritmo oggi denominato "algoritmo di Vittel", che incorporava da un lato i dati più recenti sulla valutazione dei pazienti politraumatizzati e dall'altro gli elementi di rianimazione preospedaliera, assenti nel sistema americano.
Sebbene più complessa, questa metodologia che utilizza algoritmi ha il vantaggio di essere molto più medica e di tenere conto del ragionamento strategico. In effetti, la presenza di medici nella fase preospedaliera delle cure è più adatta ad un approccio strategico che ad un mero un punteggio.

#### I criteri di Vittel
La valutazione clinica pre-ospedaliera dei pazienti traumatizzati secondo i criteri di Vittel è ben consolidata e si basa su criteri di gravità suddivisi in cinque categorie: variabili fisiologiche, componenti cinetiche, lesioni anatomiche, rianimazione prima dell'ospedalizzazione e anamnesi.
L'esistenza di uno o più di questi criteri, definisce un paziente traumatizzato grave. La presenza di un singolo criterio è sufficiente a caratterizzare la gravità del trauma, fatta eccezione per i fattori anamnestici, che devono essere valutati caso per caso.
Inoltre, sono stati definiti criteri di gravità estrema, poiché associati a mortalità molto elevata: pressione arteriosa sistolica <65 mmHg (mortalità: 65%), GCS ≤12 (mortalità: 62%) e SpO2 <80% o non rilevabile (mortalità 76%).
| Parametri fisiologici           | - GCS <13 - Pressione arteriosa sistolica <90 mmHg - Saturazione O2 <90% |
| Elementi cinetici               | - Eiezione dal veicolo - Altro passeggero deceduto nello stesso incidente - Caduta > 6 m - Vittima proiettata o investita - Valutazione globale (deformazione del veicolo, velocità stimata, assenza di casco, assenza di cintura di sicurezza) - Esplosione              |
| Lesioni anatomiche              | - Trauma penetrante a testa, collo, torace, addome, pelvi, braccio, coscia - Volet costale - Grave ustione, inalazione di fumo - Bacino fratturato - Sospetta lesione del midollo spinale - Amputazione sopra o a livello di polso o caviglia - Ischemia acuta di un arto |
| Rianimazione prima del ricovero | - Ventilazione assistita - Rianimazione volemica >1000 mL - Catecolamine vasoattive - Tuta antishock gonfiabile |
| Fattori anamnestici             | - Età > 65 anni - Insufficienza cardiaca o coronarica - Insufficienza respiratoria - Gravidanza al secondo o terzo trimestre - Coagulopatie |

## Danno primario e secondario
Il danno che viene causato direttamente dal trauma è chiamato danno primario. Ad esempio in un incidente stradale i danni primari che può subire una persona possono essere la rottura di ossa e legamenti.
I danni secondari sono quelli che il paziente riporta a seguito di un trauma; infatti l'energia del trauma (cinetica, termica, ecc...) agisce anche sugli organi interni e può procurare danni più o meno gravi. I danni secondari più frequenti possono essere l'ipossia (mancanza di ossigeno), l'ipotensione (abbassamento della pressione arteriosa dovuta all'instaurarsi di uno stato di shock), l'ipercapnia (aumento dell'anidride carbonica nel sangue) e l'ipotermia (abbassamento della temperatura corporea).